# Дренов Бок
Дренов Бок (хорв. Drenov Bok) — населений пункт у Хорватії, у Сисацько-Мославинській жупанії у складі громади Ясеноваць.

## Населення
Населення за даними перепису 2011 року становило 82 осіб.
Динаміка чисельності населення поселення:

## Клімат
Середня річна температура становить 11,34 °C, середня максимальна – 25,70 °C, а середня мінімальна – -5,27 °C. Середня річна кількість опадів – 938 мм.
| Клімат поселення                              | Клімат поселення | Клімат поселення | Клімат поселення | Клімат поселення | Клімат поселення | Клімат поселення | Клімат поселення | Клімат поселення | Клімат поселення | Клімат поселення | Клімат поселення | Клімат поселення | Клімат поселення |
| Показник                                      | Січ.             | Лют.             | Бер.             | Квіт.            | Трав.            | Черв.            | Лип.             | Серп.            | Вер.             | Жовт.            | Лист.            | Груд.            |                  |
| Середній максимум, °C                         | 7,49             | 9,24             | 13,48            | 17,98            | 22,50            | 25,70            | 24,32            | 23,52            | 19,89            | 15,09            | 9,83             | 5,74             |                  |
| Середня температура, °C                       | 1,12             | 2,87             | 7,10             | 11,60            | 16,13            | 19,33            | 20,94            | 20,12            | 16,50            | 11,70            | 6,42             | 2,34             |                  |
| Середній мінімум, °C                          | −5,27            | −3,51            | 0,73             | 5,22             | 9,75             | 12,95            | 17,52            | 16,73            | 13,10            | 8,30             | 3,04             | −1,06            |                  |
| Норма опадів, мм                              | 60               | 55               | 64               | 79               | 82               | 94               | 86               | 86               | 81               | 86               | 91               | 74               |                  |
| Середньомісячна швидкість вітру, м/с          | 1.60             | 1.81             | 2.20             | 2.10             | 2.00             | 1.80             | 1.80             | 1.60             | 1.60             | 1.60             | 1.65             | 1.70             |                  |
| Середньомісячна сонячна радіація, кДж/м²·день | 4318             | 7152             | 11005            | 15399            | 19737            | 21968            | 22866            | 20083            | 14813            | 9149             | 4845             | 3583             |                  |
| --------------------------------------------- | ---------------- | ---------------- | ---------------- | ---------------- | ---------------- | ---------------- | ---------------- | ---------------- | ---------------- | ---------------- | ---------------- | ---------------- | ---------------- |
| Джерело:                                      |                  |                  |                  |                  |                  |                  |                  |                  |                  |                  |                  |                  |                  |